# Gielniów (gromada)
Gielniów – dawna gromada, czyli najmniejsza jednostka podziału terytorialnego Polskiej Rzeczypospolitej Ludowej w latach 1954–1972.
Gromady, z gromadzkimi radami narodowymi (GRN) jako organami władzy najniższego stopnia na wsi, funkcjonowały od reformy reorganizującej administrację wiejską przeprowadzonej jesienią 1954 do momentu ich zniesienia z dniem 1 stycznia 1973, tym samym wypierając organizację gminną w latach 1954–1972.
Gromadę Gielniów z siedzibą GRN w Gielniowie utworzono – jako jedną z 8759 gromad na obszarze Polski – w powiecie opoczyńskim w woj. kieleckim, na mocy uchwały nr 13g/54 WRN w Kielcach z dnia 29 września 1954. W skład jednostki weszły obszary dotychczasowych gromad: Gielniów ze zniesionej gminy Goździków oraz Brzezinki, Wywóz i Gałki wraz z kolonią Rożek A i osadą Rożek-Krzczonów z dotychczasowej gromady Brzustowiec ze zniesionej gminy Krzczonów w tymże powiecie. Dla gromady ustalono 18 członków gromadzkiej rady narodowej.
1 stycznia 1956 gromada weszła w skład nowo utworzonego powiatu przysuskiego w tymże województwie.
Gromada przetrwała do końca 1972 roku, czyli do kolejnej reformy gminnej. 1 stycznia 1973 utworzono gminę Gielniów.